# 紅金字塔
紅金字塔（英語：Red Pyramid）是位於埃及代赫舒爾的一座金字塔，為埃及第四王朝法老斯尼夫魯的陵墓，是世界上第一座真金字塔，同時也是埃及第3大金字塔，僅次於吉薩的胡夫金字塔以及卡夫拉金字塔。當紅金字塔完工時，它也成為世界上最高的建築物，直到後來的胡夫金字塔才超過它。

## 歷史

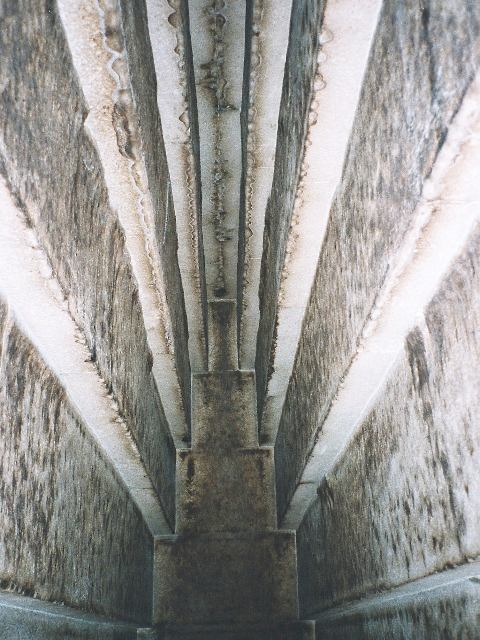
紅金字塔內部房間

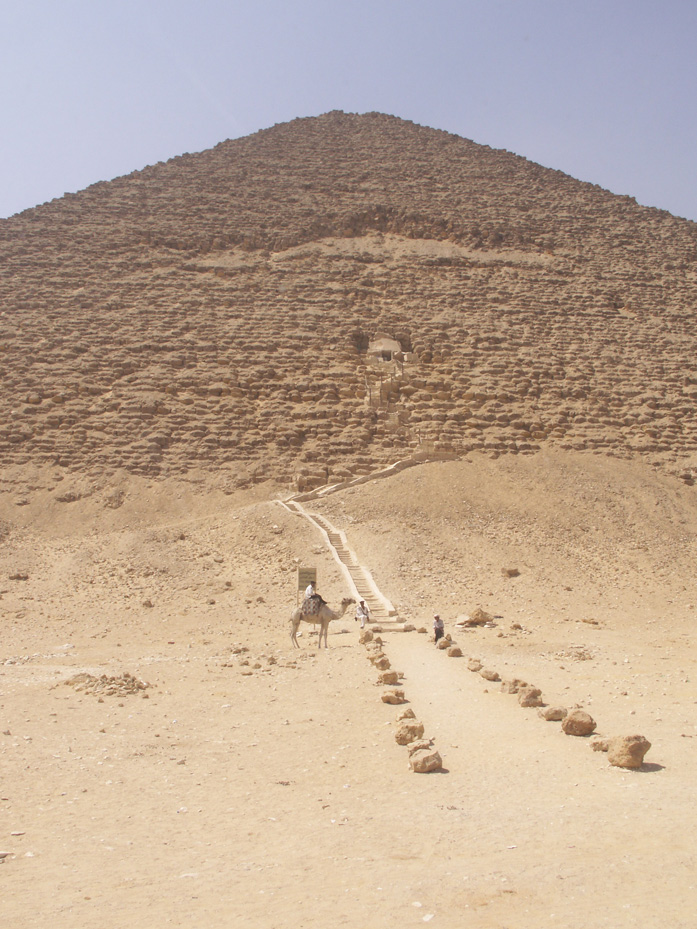
紅金字塔的入口

紅金字塔是埃及第四王朝法老斯尼夫魯的陵墓，位於曲折金字塔北方約一公里的地方。紅金字塔以43度角建造，與曲折金字塔的上半部分相同。考古學家相信紅金字塔在法老斯尼夫魯統治時期就已經開始建設。埃及考古學家對於建造金字塔所花費的時間有許多分歧。根據金字塔發現採石場痕，德國埃及學家萊納·施塔德爾曼估計紅金字塔建造完成大約花費17年的時間。基於相同的根據，英國埃及學家約翰·羅默認為紅金字塔建造只花費10年又7個月。
考古學家推測，它的設計可能是根據兩座斯尼夫魯早期建造的金字塔修改後所產生的結果。第一個事件是美杜姆金字塔坍塌，而第二個事件是曲折金字塔的設計，從54度的傾斜角度大幅修改成43度。
一些考古學家認為美杜姆金字塔建設是歷史上第一次嘗試建造平滑的金字塔，當彎曲金字塔開始建造時，它可能早就崩塌了。金字塔可能已經開始顯示出不穩定的跡象，由大木樑支撐的內部房間就證明了這種可能。這種結果導致曲折金字塔傾斜角的改變，因此不容易發生災難性的崩塌，紅金字塔因此更加穩固。

## 結構
紅金字塔高度是104公尺（341英尺）。一個少見的頂角錐目前在代赫舒爾展出，然而目前還不清楚是否它實際上是否被使用過，因為其傾斜角度顯然與紅金字塔不同。
紅金字塔與曲折金字塔一樣，曾關閉許多年，因為附近有一個軍營，所以不對外開放。現在通常開放遊客參觀，侵入性的通風系統已安裝在內部，輸送空氣進入內部房間。
遊客可以攀爬台階來進入金字塔位於北邊的入口。入口通道高度為4英尺（1.2公尺），寬3英尺（0.91公尺），傾斜角度是27°，長度為200英尺（61公尺）。然後遊客會通過一條短的水平通道，通往一個內部房間，其高度是40英尺（12公尺）。房間的南端有另一條短通道，通往西邊的第二個房間。這條通道可能關閉，來意圖讓劫匪難以進入。
第二個房間類似於第一個房間，直接位於金字塔頂點的下方。第二個房間南邊是一個入口，現在已經建造巨大的木製樓梯，方便遊客參觀。這一條短的水平通道與第三個房間和最後一個房間相連，內部高度達50英尺（15公尺）。前兩個房間長軸南北方向對齊，但是這個墓室的長軸與東西方向一致。第一與第二個房間的地板相當光滑，與水平通道相同，但是第三個房間的地板是非常粗糙，位於通道的水平線下方。考古學家認為該設計，是為了防止劫匪偷竊財寶。

## 相關文獻
- Verner, Miroslav, "The Pyramids – Their Archaeology and History", Atlantic Books, 2001, ISBN 1-84354-171-8

## 外部連結
- The Red Pyramid of Snofru （页面存档备份，存于）